# Pinkstinks
«Pinkstinks» — общественная кампания, основанная в Лондоне в мае 2008 года сестрами-близнецами Эммой Мур и Эби Мур (родившимися в 1971 году в Лондоне) для повышения осведомленности о том, что, по их мнению, является ущербом, причиненным гендерными стереотипами в отношении детей. Pinkstinks утверждает, что маркетинг товаров для детей младшего возраста побуждает девочек ограничивать свои амбиции в дальнейшей жизни.

## Деятельность
Активисты «Pinkstinks» составили список компаний, одобренных «Pinkstinks», которые предоставляют детям игровые и обучающие продукты, не учитывающие гендерную специфику. Сообщалось, что в 2009 году кампания призывала родителей бойкотировать магазины, торгующие розовыми игрушками и подарками. В 2010 году Pinkstinks раскритиковала компанию Marks and Spencer за маркировку нижнего белья, предназначенного для шестилетних девочек, как «бюстгальтеры». Компании John Lewis, Marks and Spencer и Sainsbury’s быстро отреагировали на критику «Pinkstinks», убрав ярлык «девочки» с розового набора Playmobil и ярлык «мальчики» с набора для научных исследований и добавив ярлыки, не связанные с полом, на детскую униформу медсестры и врача.

## Награды и признание
Основатели кампании, Эби и Эмма Мур, получили награду в категории «Женщины за перемены» на церемонии вручения наград фонда Sheila McKechnie Foundation в 2009 году. В 2012 году «Pinkstinks» получила премию Mumsnet «за поощрение телесной уверенности у детей».
В 2009 году депутат британского парламента Бриджит Прентис (которая в то время была министром юстиции Британского Правительства), поддержала кампанию «Pinkstinks» по бойкотированию магазинов, продающих рождественские подарки, которые были нацелены в первую очередь на девочек или мальчиков, заявив: «Речь идет о том, чтобы не направлять девочек в красивую, красивую одежду. красивые рабочие места, но давая им надежды и побуждая их реализовать свой потенциал». Выступая в парламенте Великобритании, леди Морган, младший министр по делам детей, сказала, что «чрезвычайно важно, чтобы у девочек была возможность играть с грузовиками и поездами и носить синюю одежду, если они хорошо смотрятся в синем, и мы не должны давать определение. как заботятся о молодых людях по цвету их игрушек».
Кампанию также поддержал Эд Мэйо, писатель и бывший советник правительства Великобритании по вопросам потребителей, который сказал: «Я чувствую, что этот цветовой апартеид — одна из тех вещей, которые ставят детей на две разные железнодорожные ветки. Одна из них ведет к повышению заработной платы и более высокому статусу, а другая — нет». По словам Мэйо, до Второй мировой войны розовый цвет чаще ассоциировался с мальчиками, в то время как синий — традиционно цвет Девы Марии — ассоциировался с девочками. Он также сказал: «Когда вы заходите в магазин игрушек, как утверждают представители кампании „Pinkstinks“, создается впечатление, что феминизм еще не появился».

## Конфликты
В 2010 году The Independent сообщила, что Министерство обороны Великобритании возражало против включения Кирсти Мур, первой женщины-пилота в пилотажной группе Королевских ВВС Великобритании «Красные стрелы» в качестве образца для подражания на веб-сайте «Pinkstinks», и отказалось предоставить ее фотографию.

## Международное влияние
«Pinkstinks» привлекла внимание в других странах и вдохновила на создание аналогичной кампании в Германии, созданной в 2012 году, а соответствующая организация базируется в Гамбурге.